# Campionati europei di trampolino elastico 1979
I Campionati europei di trampolino elastico 1979 sono stati la 6ª edizione della competizione organizzata dalla Unione Europea di Ginnastica. Si sono svolti a Parigi, in Francia.

## Medagliere
| Posiz. | Nazione          | Oro | Argento | Bronzo | Totale |
| ------ | ---------------- | --- | ------- | ------ | ------ |
| 1      | Unione Sovietica | 3   | 1       | 2      | 6      |
| 2      | Regno Unito      | 1   | 1       | 1      | 3      |
| 3      | Germania Ovest   | 0   | 1       | 1      | 2      |
| 3      | Svizzera         | 0   | 1       | 0      | 1      |
| 3      | Francia          | 0   | 0       | 1      | 1      |
| Totale | Totale           | 4   | 4       | 5      | 13     |

## Podi
| Evento                  | Oro              | Argento        | Bronzo                            |
| Individuale maschile    | Stewart Matthews | Eugeni Janes   | Vladimir Zhadoev                  |
| Individuale femminile   | Ludmila Karpova  | Ruth Keller    | Ute Luxon-Czech Tatyana Anisimova |
| Sincronizzato maschile  | Unione Sovietica | Regno Unito    | Francia                           |
| Sincronizzato femminile | Unione Sovietica | Germania Ovest | Regno Unito                       |